# Agrotis joannisi
Agrotis joannisi là một loài bướm đêm trong họ Noctuidae.